# Socket 7
Socket 7 er en processorsokkel fra starten af 1990'erne.

## Dengang
Den gang i de gode Pentium og Pentium MMX tider og overgangen mellem AT og ATX, EDO og SD-Ram var Socket 7 stjernen. Da Intel kom med Slot 1, lavede AMD deres K6-2’ere som modstykke der dog stadig kørte på Socket 7 eller rettere sagt Supersocket 7 der var total ens med Socket 7 på nær at Super socket 7 chipset var beregnet til K6-2’s 100 MHz FSB (Enkelte bundkort kunne klare op mod 124 MHz).
Da Intel brugte MMX som multimedie instruktionssæt lavede AMD deres K6-2’ere med 3D-Now som multimedie instruktionssæt. De nyere Intel og AMD processorer har begge dele integreret sammen med SSE eller SSE2.
De første Pentium’er var ikke til Socket 7, men til Socket 5. Forskellen var at Pentium’erne til Socket 5 var de ældre 3 Volt kerner og Socket 7 var til de nyere Pentium’er. De fleste Socket 7 bundkort har dog mulighed for at indstille fra 2.2 Volt (K6-2) op til 3,5 Volt eller der omkring.
AMD’s 100 MHz FSB på Socket 7 betød også at det ikke var alle bundkort der kunne udnytte processoren fuldt ud. Også selvom chipsættet kunne køre 100 MHz FSB var det heller ikke muligt at anvende sine EDO(Extended Data Output)-Ram-moduler. Der skulle de nye SD(Synchronous Dynamic)-Ram moduler der kørte synkront med FSB’en. De nye højhastighedsmoduler var længere og tyndere end de gamle EDO-moduler.
Fælles for alle AMD K5, Intel Pentium og Pentium MMX processorer var at det var såkaldte 5. generationsprocessorer. Så det betyder at de var efterfølgere til 486’eren og hed i virkeligheden 586.
Alle K6’ere var såkaldte 6. generations processorer, altså 686’ere der var konkurrenter til Pentium II.

## Konkurrenter
Som tidligere nævnt er Socket 7 en af de mest brugte processorersokler der har eksisteret. Den er dog for længst blevet erstattet af de nye sokler.
Det var selvfølgelig ikke kun Intel og AMD der var på markedet med processorer til Socket 7. Der var f.eks. også Cyrix processorer (Cyrix blev senere opkøbt af VIA). Da Cyrix lavede deres første processor til Socket 7 kunne de se at de ikke kunne lave ligeså hurtige chips som Intel så de indførte PR+ (Performance Rating) som efter sigende skulle angive processorens reelle ydelse. Cyrix var ikke helt galt på den med deres PR+. De omdøbte derfor deres 120 MHz processor til PR133+
Selvom Cyrix ikke var dårlige chips blev det alligevel AMD og Intel især der løb af med sejren.
AMD hoppede senere med på Vognen med PR.
Det var ikke kun Cyrix der lavede Pentium kloner. Andre firmaer lavede også men det gik ikke godt for dem.

## Overclocking
Ja overclocking var faktisk muligt med de kære gamle Socket 7 processorer. Dog var mulighederne for ekstrem køling ikke store den gang som i dag hvor der både findes vand og kompressorkøling. Ganske rigtigt udviklede processorerne ikke lige så meget varme som de nye men alligevel var de også overfølsomme over for overophedning.
Den gang var det også mere normalt at man indstillede CPU-hastighed, Multiplier og Vcore med jumpere eller dipswithces på bundkortet. Der var dog nogle bundkort som kunne det samme i BIOS.
Det var begrænset hvor meget man kunne clocke AMD K6-2’ere da de havde 100 MHz bus og der ikke var mange bundkort der kunne mere uden at PCI clockfrekvensen blev kritisk forøget så PCI hardware også kunne tage skade. Hvis man vil clocke sin K6’er bør man have et bundkort der kan klare 133 MHz FSB da man så kan få en ¼ divider til PCI/AGP clockfrekvensen. Det var dog næsten umuligt at finde kort med disse specifikationer. Dog blev det straks nemmere når man skulle clocke sin Pentium 133 da man ”bare” hævede FSB’en fra 66 til 100 Mhz. Så betød det at ens 133 MHz Pentium pludselig løb med 200 Mhz. CPU’ens levetid blev væsentlig forringet og stabiliteten forsvandt. Det kan fungere fint i flere måneder men så pludselig en dag står processoren af. Den vil ikke mere, dør og kommer til de evige silicium marker.

## Hvor er Socket 7 i dag?
Som de fleste nok vil gætte på er Socket 7 død. Og så alligevel ikke helt. Det er umuligt at finde nyt Socket 7 hardware men brugt er der masser af. Der står tit en gammel AT PC ude i de danske familiers hjem på loftet og samler støv. Du kan sagtens bruge den til noget fornuftigt.
Man kan bl.a. lave det til en børne-PC hvor man kan installere børnespil som Pixeline da de fleste Socket 7 maskiner har hardwaren til det.
En anden ting kunne være at maskinen kunne tjene som webserver til familiens hjemmeside eller som mailserver til familiens emails.
Den kunne også tjene som netværksserver hvis man har flere pc’er på en internetforbindelse.
Og sidst men ikke mindst… Min favorit…
Man kan lege med den. Overclock den til døde og lav forsøg. Det kan man sagtens få en masse hygge ud af. Se om du kan finde nogle guides på nettet til at tweake det så det kan endnu mere. Jeg kan i hvert fald selv huske at man kunne få en uofficiel BIOS opdatering fra en gruppe hobby-programmører til QDI’s Titanium 1B+ bundkort. Prøv dig frem.